# 売国奴
売国奴（ばいこくど）とは、売国行為を行う者に対する侮蔑語である。
当ページでは「国賊」についても記述する。

## 概説
国賊が自国の独立や尊厳、利益を故意（または過失）により傷つける者、非国民が思想・信条その他において異質であり国民の統一や一体性を乱すものという意味合い・ニュアンスであるのに対して、「売国奴」という言葉は「母国を外国に売って私益を図る者」を指している。その範囲はその国民の価値観とイデオロギーに基づく部分が大きい。つまり、ある者から見てとれる「売国的行為」が別の思想信条の為に奉仕する者の主観では「平和的行為」である場合は珍しくない。
例えば、ある国家が敵対国家の意向に遜ることは、ハト派の人にとっては「戦争を避け他国や自国の平和・安全を維持するための平和的行為」であっても、他方の人にとっては「自国に敵対的な国外勢力（軍産複合体、母国を上回る国力の同盟国、自国の政治体制と相容れないイデオロギーを持つ国など）の意向に奉仕し、外患誘致を目的とする売国的行為」または「平和をかたる売国的行為」となる場合も多々ある。この場合、「敵対国家」がどこを指すかも立場により異なりうる。例えば第二次世界大戦後の日本の場合、日米安全保障条約や日米地位協定等により日本の軍事的独立を損ない米国軍人に特別な地位を保障する現状を、反米保守や一部左派が見ればアメリカに従属する「売国」である。一方で保守本流から見れば「戦争を避け他国や自国の平和・安全を維持するための平和的行為」や「東アジアのパワー・バランスを保つ行為」となる。

## 売国
売国（ばいこく）とは、祖国に対するスパイ、国民に対する背信行為など、自国を害し敵国を利する利敵行為を行うことを指す。
現在の日本においては、外国と通謀して武力を行使させた者に適用される外患罪・外患誘致罪は死刑を科すという、日本の刑法でもっとも重い罪である。
英語では、「Traitor」という訳語が充てられるが、原義は「反逆者」「非国民」である。ナチス・ドイツで反英プロパガンダ放送に従事したアイルランド人ホーホー卿（ウィリアム・ジョイス）は第二次世界大戦後、大逆罪に問われ処刑された。ナチスの占領地域では対独協力者（コラボラシオン）が戦後になって売国行為を行ったとして反逆罪などに問われた。中でもノルウェーのヴィドクン・クヴィスリングは売国奴の代名詞として著名であり、「quisling」は売国奴を意味する単語として辞書に掲載されている。
同じく、東京で対連合国軍向けプロパガンダ放送のアナウンサーであった東京ローズ（アイヴァ・ダキノ）も戦後、反逆者とされ、米国の市民権を剥奪された。韓国では李承晩が使用し始めて以来日韓併合時代に日本の統治に協力的だった者たちは「親日派」と呼ばれ、売国奴として扱われる。「親日反民族行為者」の一覧に掲載され、韓国併合は正しかったと主張して日本を弁護したりする人も親日派と呼ばれ差別されている。

## 「売国奴」という語の使用例
アメリカ合衆国の黒人差別における「アンクル・トム」のような存在から「自分は本来体制側にいるべき人物である」という思想（あるいはイデオロギー）を持って発せられることも多い。
第二次世界大戦後の日本においても、中曽根税制改革による法人税収・所得税収の激減による政府の債務膨張（「中曽根税制改革による税収毀損」）を「経団連の賄賂になびいて国庫を売り税金逃れを幇助した」と非難したり、聖域なき構造改革による日本の経済のアメリカナイゼーション、団塊世代の60歳年金生活入りによる経団連の人件費削減への協力が、「経団連から年金へ人件費負担がなすり付けられることに加担した構造改革利権」売国行為として批判されることがある。

## 国賊
国賊とは、国家の利益に害を与える者を指す単語である。

### 日本での使用例
主に1940年代から使われていて、太平洋戦争に協力しない国民に使われた。
政治家が自身の見解やイデオロギーと異なる言動を行ったものに対して用いる場合がある。

### フランスでの使用例
フランスでは国歌のラ・マルセイエーズの4番に「perfides（裏切り者）」が使われている。この単語には「国賊」の邦訳が当てられている。この曲はフランス革命期に作られたため、反革命派を国賊と見なしている。5番においては反革命・王党派であったフランソワ・クロード・ド・ブイエ将軍を名指しした歌詞がある。歌詞は変更されていないので実質現在においても「国賊」扱いされている。ナチス・ドイツによるフランス占領期にはヴィシー政権をはじめとする多くの対独協力者が生まれた（コラボラトゥール）。連合軍によるフランス解放後、彼らは処罰や迫害を受けた（エピュラシオン）。

### 中国での使用例
中国では漢民族、もしくは中国国家に対する「売国行為」を行った者を漢奸と呼ぶ。清朝時代には、漢族の利益を踏みにじって異民族王朝の清朝に奉仕した漢人を指すことが多い。例えば清朝のために太平天国の乱を討伐した曾国藩は、清朝体制派からは同治中興の名臣と称えられるが、漢族の革命派からは漢奸と非難されていた。民国時代には特に抗日戦争下で日本に協力した者のことをこう呼ぶ。南京の汪兆銘政権がその筆頭とされており、戦後多くの中国人が「漢奸」として処刑された。この対象には川島芳子（愛新覚羅顯㺭）のような中国出身者は含まれるが、李香蘭（山口淑子）のような日本民族出身者は含まれない。また周作人のように汪兆銘政権の文化機関で活動した人物も文化漢奸とされ、投獄された。
また、香港返還後には本土化に反対し香港の民主化を進める者に対し「売国奴」や「国賊」などと親中派は呼んでいる。

### 韓国での使用例
日韓併合に賛成、協調したかつての大韓帝国の閣僚たちに対する蔑称のことを庚戌国賊という。これ以外に似たようなものに乙巳五賊（第二次日韓協約に賛成した5人の閣僚に対する蔑称）、丁未七賊（皇帝高宗の退位に関与した閣僚に対する蔑称）があり、併合時の首相だった李完用は全ての蔑称に入っており、朝鮮独立運動家に「売国者」として家を放火されたり、刺傷させられたりした。彼は現在でも韓国の国賊、売国奴の代名詞になっている。

### ノルウェーでの使用例
売国奴・裏切者などをまとめて「クヴィスリング」と呼ぶ。これはナチス・ドイツに協力しノルウェー王国を崩壊に追い込みクヴィスリング政権を樹立したヴィドクン・クヴィスリングよりついている。